# Gros Coup à Dodge City
Pour plus de détails, voir Fiche technique et Distribution.
Gros Coup à Dodge City (A Big Hand for the Little Lady) est un film américain de Fielder Cook, sorti en 1966.
Le film raconte que chaque année a lieu dans une toute petite ville de l'Ouest une partie de poker qui réunit les cinq plus gros éleveurs des lointains environs. Ce jour-là alors que la partie est commencée depuis la veille, un homme, sa femme et son jeune fils arrivent pour faire étape dans l’hôtel qui abrite les joueurs. Passionné de poker l’homme fait tout pour participer à la partie malgré les supplications de son épouse et de son fils.

## Synopsis
Cinq hommes des plus riches propriétaires du territoire se réunissent annuellement à Laredo pour leur partie de poker à très gros enjeux. Lorsque l'entrepreneur de pompes funèbres Tropp les appelle dans son corbillard tiré par des chevaux, l'éleveur de bétail Henry Drummond force le report du mariage de sa fille, tandis que l'avocat Otto Habershaw abandonne ses arguments finaux dans un procès, alors que la vie de son client est en jeu. Ils sont rejoints par Wilcox et Buford dans l'arrière-salle du saloon de Sam, tandis que les curieux se rassemblent à l'extérieur pour des rapports occasionnels. Plus tard, le colon Meredith, sa femme Mary et leur jeune fils Jackie sont de passage, en route pour acheter un ranch près de San Antonio, lorsqu'une roue de leur chariot se brise. Ils patientent chez dans l'hotel de Sam, le temps que le forgeron local répare la carriole. Meredith qui est un joueur de cartes invétéré, apprend la tenue de la grande partie de poker et commence à ressentir de l'excitation en pensant au jeu. Le nouveau réussit à avoir une place à la table des joueurs et finit par miser toutes les économies de la famille, destinées à payer le ranch.
La partie s'achève sur une main décisive et les joueurs relancent et re-relancent jusqu'à ce que plus de 20 000 dollars soient dans le pot. Meredith, à court d'argent, est incapable de suivre la dernière relance. Sous la pression il a un choc terrible et le médecin de la ville, Joseph Doc Scully, s'occupe de l'homme en détresse. A peine conscient, Meredith fait signe à sa femme de jouer la main par tous les moyens possibles. Prenant place, Mary demande qu'on lui explique comment on joue à ce jeu. Les autres joueurs objectent bruyamment qu'elle ne devrait pas jouer mais ils finissent par céder devant son insistance. On lui explique la situation qui est que si elle ne peut pas égaler la dernière relance ainsi que toutes les autres qui pourraient suivre, elle sera éliminée de la main.
Comprenant la situation et malgré les protestations des hommes, elle quitte la salle pour emprunter des fonds supplémentaires. Avec Jackie et quatre des joueurs à ses trousses, Mary traverse la rue et parle au propriétaire d'une banque C. P. Ballinger. Après qu'elle lui ait montré sa main, Ballinger suggère qu'elle fait une blague. Lorsqu'on lui dit le contraire, il lui prête 5 500 $ à 6 % d'intérêt et fait également une relance de 5 000 $ pour elle. Les autres joueurs, conscients de la nature prudente et avare de Ballinger, se couchent tous à contrecœur. Mary récupère ses gains considérables et rembourse Ballinger avec les intérêts. La partie se termine alors sans que personne ait jamais vu la main gagnante. La soudaine détermination de la dame lui vaut l'admiration des hommes. Ainsi Drummond est si touché qu'à son retour à la maison, alors que la cérémonie de mariage se fait attendre, il parle en privé à son futur gendre au caractère faible, lui donne de l'argent et lui ordonne de s'enfuir et de se trouver une meilleure épouse que sa fille. En fin de compte, Meredith, Mary et même leur fils se révèlent être des escrocs et des experts en cartes. Avec l'aide de Scully, qui rêve d'une histoire d'amour loin de l'ennui et de la pauvreté d'un médecin de campagne, et sur l'ordre de Ballinger, ils ont monté une arnaque contre les autres joueurs de poker, qui avaient escroqué le banquier dans une affaire immobilière seize ans auparavant.
Mary est en fait la maîtresse de Ballinger, Ruby. Elle lui a promis d'arrêter de jouer après l'escroquerie, mais elle s'assoit à une autre partie de poker, au grand dam de Ballinger, alors que le générique défile.

## Fiche technique
- Titre original : A big hand for the Little Lady
- Réalisation : Fielder Cook
- Scénario : Sidney Carroll (en)
- Directeur de la photographie : Lee Garmes
- Montage : George R. Rohrs
- Musique : David Raksin
- Production : Fielder Cook
- Genre : western
- Pays :  États-Unis
- Durée : 95 minutes
- Date de sortie :
  - États-Unis : 31 mai 1966 (Houston), 8 juin 1966 (New York)
  - France : 1er juillet 1966
- Affiches : Raymond Elseviers (titre : Hold-up à la carte, Belgique) Jean Mascii (France)

## Distribution
- Henry Fonda (VF : René Arrieu) : Meredith
- Joanne Woodward (VF : Rosy Varte) : Mary
- Jason Robards (VF : Jean Clarieux) : Henry Drummond
- Paul Ford (VF : Lucien Bryonne) : Ballinger
- Charles Bickford : Benson Tropp
- Burgess Meredith (VF : Émile Duard) : Dr Scully
- Kevin McCarthy (VF : Jean-Claude Michel) : Otto Habershaw
- Robert Middleton (VF : Jacques Monod) : Dennis Wilcox
- John Qualen : Jesse Buford
- Gerald Michenaud : Jackie
- James Kenny (VF : Claude Bertrand) : Sam Rhine
- Allen Collins (VF : Henry Djanik) : Toby
- Jim Boles : Pete
- Virginia Gregg : Mme Drummond
- Chester Conklin : le vieil homme du saloon
- Mae Clarke : Mme Craig
- Ned Glass (VF : Jean Berton) : Owney Price
- Noah Keen (en) (VF : Serge Sauvion) : Sparrow, le cocher
- Milton Selzer : Fleeson

Acteurs non crédités
- Claudia Bryar : Mme Price
- Tom Fadden : Harry Tate

## Autour du film
Il s'agit d’un conte philosophique tourné dans le cadre d’un pur western, la partie de poker occupe presque la totalité du tournage et le jeu de rôle des acteurs remplace l’action. C’est d’une grande originalité avec un humour décalé que l’on ne s’attend pas à trouver dans ce genre de film.